# 多雄菌属
多雄菌属（学名：Polyandromyces）是虫囊菌科的一属。

## 下属物种
本属包括以下物种：
- Polyandromyces coptosomatis Thaxt.